# Powsin
Le Powsin est un jardin public de 65 hectares situé dans l'arrondissement de Wilanów dans la ville de Varsovie en Pologne. 